# ريب (السوم)

تعديل مصدري - تعديل

ريب هي إحدى قرى عزلة السوم بمديرية السوم التابعة لمحافظة حضرموت، بلغ تعداد سكانها 78 نسمة حسب تعداد اليمن لعام 2004.